# I Love Lucy
I Love Lucy (Te quiero, Lucy en España y Yo amo a Lucy en Hispanoamérica) es una serie televisiva estadounidense que se emitió durante la década de los 50, desde 1951 a 1957. Se transmitió por la CBS y fue la serie más vista en los Estados Unidos durante cuatro temporadas. Fue retransmitida en numerosos países y ganó importantes menciones, entre ellas cinco premios Emmy. La comedia llevó la fama a su actriz principal Lucille Désirée Ball Morton, conocida como Lucille Ball, quien cautivó al público demostrando sus habilidades como intérprete cómica.
El espectáculo fue el primer programa de televisión en haber sido grabado en el estudio en película de 35 mm frente a una audiencia, ganó cinco premios Emmy y ha recibido numerosas nominaciones. En 2002, ocupó el segundo lugar en la lista de TV Guide de los más grandes programas de televisión, detrás de Seinfeld y por delante de The Honeymooners. En 2007 fue catalogado como uno de los "100 Best TV Shows of All-TIME".

## Argumento
Originalmente ambientada en un edificio de apartamentos de Nueva York, Yo amo a Lucy es una comedia que sobre la vida cotidiana de un matrimonio integrado por los personajes Lucy Ricardo (Lucille Ball) y su marido cantante y director de orquesta, Ricky Ricardo (Desi Arnaz) -cabe destacar que ambos actores estaban casados en la vida real-, junto con sus mejores amigos y caseros, Fred Mertz (William Frawley) y Ethel Mertz (Vivian Vance). Durante la segunda temporada, Lucy y Ricky tienen un hijo llamado Ricky Ricardo Jr. ("Pequeño Ricky"), cuyo nacimiento se hizo coincidir con el nacimiento en la vida real del hijo de Ball, Desi Arnaz Jr.
Lucy es ingenua y ambiciosa, con un fanatismo por el estrellato obsesionada con introducir a su marido dentro del negocio del espectáculo, y está continuamente generando ingeniosas ideas, pero también metiéndose en problemas. Los mejores amigos de los Ricardos, Fred y Ethel, son antiguos actores de vaudeville. La historia de los Mertz en el mundo del espectáculo no hace sino reforzar la determinación de Lucy de demostrar su valía como artista, aunque a menudo se siente excluida, porque su participación en la industria es limitada, en relación con la de Ricky, Fred y Ethel. Aunque carismática, a lo largo de la serie se la describe con pocas habilidades interpretativas comercializables, y a menudo se la describe como sorda, con dificultades para cantar algo que no sean versiones desafinadas de canciones como "Glow Worm" con el saxofón, y muchas de sus actuaciones acaban en desastre.  Sin embargo, decir que carece por completo de talento sería falso, porque en ocasiones demuestra ser una buena bailarina y una cantante competente. También ofrecen contratos con empresas de televisión o cine al menos dos veces: la primera en el episodio de la primera temporada "The Audition", cuando sustituye a un payaso lesionado en el número de Ricky en el club nocturno Tropicana, y más tarde en el episodio de la quinta temporada "Lucy and the Dummy", cuando baila en Hollywood para una fiesta en un estudio utilizando un muñeco de goma de Ricky como pareja de baile.
Ethel Mertz, interpretada por la actriz Vivian Vance (26 de julio de 1909–17 de agosto de 1979), es la vecina y amiga de Lucy. Son las mejores amigas y se apoyan en los momentos más difíciles. Ambas siempre tienen nuevas ideas y planes, aunque usualmente Ethel es la voz de la razón, en contraposición a Lucy y su personalidad imaginativa y soñadora. Ethel en su pasado tuvo una carrera de cantante y actriz, pero a diferencia de Lucy no tiene más ambiciones que su actividad como ama de casa. Lucy, en cambio, sueña con ser una buena artista, pero lamentablemente no posee buenas habilidades. No puede tocar más que simples melodías en el saxofón y muchas de sus interpretaciones provocan desastres, aunque en ocasiones puede defenderse en el canto o el baile. El esposo de Ethel es Fred Mertz, interpretado por William Frawley (26 de febrero de 1887–3 de marzo de 1966); es un veterano de la Primera Guerra Mundial que generalmente habla de sus experiencias vividas durante la guerra. Es un poco tacaño con su esposa, ya que le da muy poco dinero, pero ambos generalmente bromean criticándose mutuamente. En años anteriores Fred trabajó en la industria del espectáculo, pero luego decidió retirarse y mudarse junto a su esposa a un departamento en Nueva York. En 1942 Lucy y Ricky se mudan al mismo complejo de apartamentos, donde conocen al matrimonio Mertz, entablando una linda amistad.
Se ofrecía poca información sobre el pasado de Lucy. En algunos episodios se mencionó que nació en Jamestown, Nueva York (la ciudad natal de Ball en la vida real), que más tarde se especificó que era West Jamestown, que se graduó en el instituto de Jamestown, que su apellido de soltera era "McGillicuddy" (lo que indica una etnia escocesa o irlandesa, al menos por parte de padre, aunque una vez mencionó que su abuela era sueca), y que conoció a Ricky en un crucero con su amiga de una agencia para la que trabajó una vez. Su familia estaba ausente, aparte de las apariciones ocasionales de su atolondrada madre, la Sra. McGillicuddy (Kathryn Card), que nunca podía acertar el nombre de Ricky.
Lucy también era reservada sobre su edad y su verdadero color de pelo, y tendía a ser descuidada con el dinero, además de ser algo materialista, insistiendo en comprar vestidos y sombreros nuevos para cada ocasión y diciendo a sus viejos amigos que ella y Ricky eran ricos. También se la describía como ama de casa devota, cocinera experta y madre atenta. Como parte del papel de Lucy consistía en cuidar de su marido, se quedaba en casa y se ocupaba de las tareas domésticas, mientras su marido Ricky iba a trabajar. Durante la posguerra, Lucy aceptó trabajos fuera del hogar, pero en estos trabajos, el programa la presentaba como una inepta fuera de sus tareas domésticas habituales.

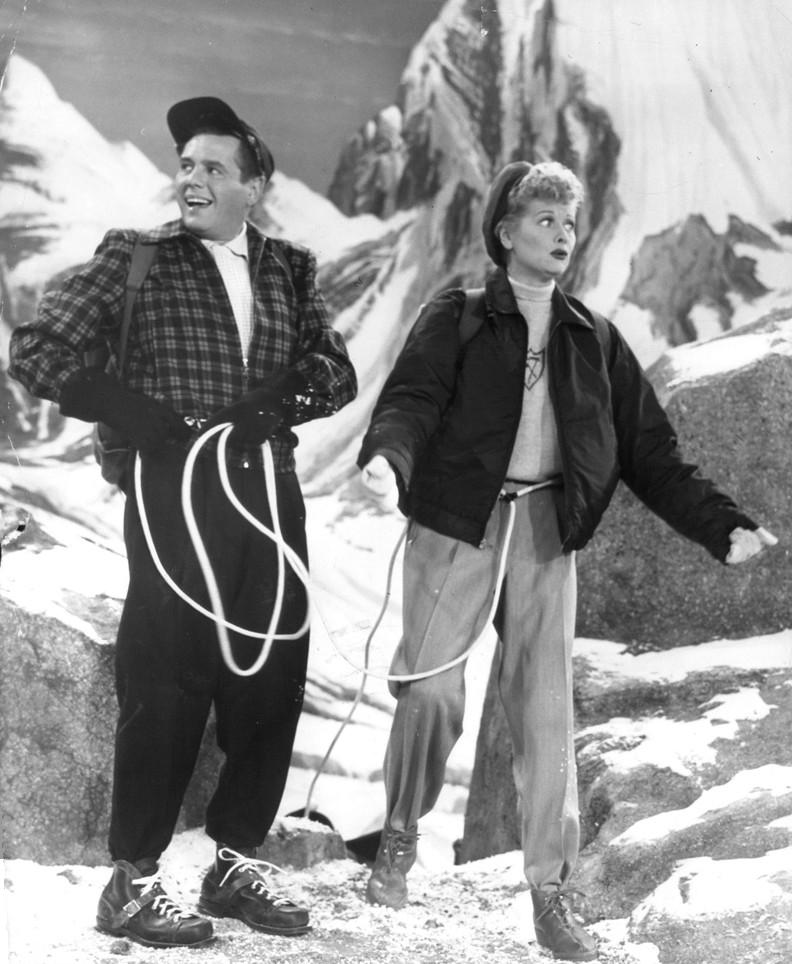
Lucy y Ricky escalan en los Alpes durante su viaje a Europa en 1956.

El marido de Lucy, Ricky Ricardo, es un prometedor cantante y director de orquesta cubanoamericano con una personalidad excitable. Su paciencia se ve frecuentemente puesta a prueba por las payasadas de su mujer, que intenta entrar en el mundo del espectáculo, y por sus desorbitados gastos en ropa y muebles. Cuando se exaspera, a menudo vuelve a hablar rápidamente en español. Al igual que con Lucy, no se revela mucho sobre su pasado o su familia. La madre de Ricky (interpretada por la actriz Mary Emery) aparece en dos episodios; en otro, Lucy menciona que tiene cinco hermanos. Ricky también menciona que había sido "prácticamente criado" por su tío Alberto (que fue visto durante una visita familiar a Cuba), y que había asistido a la Universidad de La Habana.
Un extenso segmento retrospectivo en el episodio de 1957 "Lucy Takes a Cruise to Havana" de The Lucille Ball-Desi Arnaz Show aportó numerosos detalles sobre cómo se conocieron Lucy y Ricky y cómo llegó Ricky a Estados Unidos. La historia, al menos en lo relatado a la columnista de prensa Hedda Hopper, es que la pareja se conoció en La Habana cuando Lucy y los Mertz pasaron allí sus vacaciones en 1940. A pesar de ser licenciado universitario y dominar el inglés, Ricky es retratado como conductor de un taxi tirado por caballos que espera pasaje en un muelle al que llegan turistas en barco. Ricky es contratado como guía turístico por Lucy y ambos se enamoran. Habiendo conocido casualmente también en el crucero al popular cantante Rudy Vallée, Lucy organiza una audición para Ricky, que es contratado para formar parte de la orquesta de Vallée, lo que le permite emigrar a Estados Unidos en el mismo barco en el que Lucy y los Mertz regresaban. Lucy declara más tarde que Ricky tocó para Vallée sólo una noche antes de ser cambiado a la orquesta de Xavier Cugat.
El segmento flashback extendido "Lucy Takes a Cruise to Havana" y la historia de cómo se conocieron Lucy y Ricky no concuerdan con el episodio de la temporada 4 "Don Juan and the Starlets". En un momento de ese episodio, Lucy, tras enterarse de que no ha sido invitada a acompañar a Ricky al estreno de una película, se lamenta de que cometió un error quince años antes, cuando su amiga Marion Strong le preguntó si le gustaría tener una cita a ciegas con un batería cubano, a lo que ella dijo "sí".
A lo largo de la serie, Lucy suele encontrarse con su mejor amiga, Ethel. Ex modelo de Albuquerque, Nuevo México, Ethel intenta revivir sus días de gloria en el vodevil. Ricky está más inclinado a incluir a Ethel en las actuaciones de su club nocturno porque, a diferencia de Lucy, sabe cantar y bailar bastante bien.
En la serie se menciona que el marido de Ethel, Fred, sirvió en la Primera Guerra Mundial, y vivió la Gran Depresión. Como tal, en la serie, Fred es representado como muy tacaño con el dinero y como un tipo irascible y sin sentido común. Sin embargo, también revela que puede ser blando, especialmente cuando se trata del pequeño Ricky, de quien Fred es a la vez padrino y "tío" honorario. Fred también sabe cantar y bailar, y a menudo hace duetos con Ethel.
El edificio de Manhattan en el que vivían antes de mudarse a Westport, Connecticut durante la sexta temporada, tenía la dirección ficticia de 623 East 68th Street, primero en el apartamento 4A, y luego en el apartamento más grande 3B (posteriormente rebautizado como 3D; el apartamento de los Mertz tiene entonces el número 3B), en el Upper East Side de Manhattan. En realidad, sin embargo, las direcciones sólo llegan hasta el 500 antes de que la calle termine en el East River.

## Impacto
En 2012, Emily VanDerWerff de The A.V. Club escribió en retrospectiva: " I Love Lucy [...] es uno de los dos textos fundacionales de la comedia televisiva estadounidense, junto con The Honeymooners. La serie es legítimamente la más influyente de la historia de la televisión, ya que fue pionera en tantas innovaciones y normalizó tantas otras que sería fácil escribir una apreciación sobre, por ejemplo, la invención accidental de la repetición televisiva".
I Love Lucy sigue siendo muy apreciada por los críticos de televisión y sigue siendo siempre popular. Fue uno de los primeros programas estadounidenses vistos en la televisión británica, que se abrió al comercio con el lanzamiento en septiembre de 1955 de ITV, una cadena comercial que emitió la serie; en 1982, el lanzamiento de una segunda cadena de televisión terrestre dedicada a la emisión financiada por la publicidad (Channel 4) hizo que el programa se presentara a una nueva generación de fans en el Reino Unido, y la cadena Channel 4 repitió el programa varias veces entre 1983 y 1994. En enero de 2015, mientras tanto, sigue siendo el programa de mayor duración que se emite de forma continua en el área de Los Ángeles, casi 60 años después de que finalizara la producción. Sin embargo, la serie se emite actualmente en KTTV los fines de semana, y ahora en KCOP los días laborables porque ambas emisoras son un duopolio. KTTV fue la emisora original afiliada a la CBS en Los Ángeles hasta 1951, justo antes de que I Love Lucy se estrenara en el canal 2 de KNXT (ahora KCBS-TV) cuando la CBS compró esa emisora ese mismo año. En EE. UU., las reposiciones se han emitido a nivel nacional en TBS (años 80-1990), Nick at Nite (1994-2001) y TV Land (2001-2008), además de los canales locales. TV Land puso fin a la emisión de la serie dando a los espectadores la oportunidad de votar por los 25 mejores episodios del programa el 31 de diciembre de 2008, a través del sitio web de la cadena. A diferencia de algunos programas cuyos derechos exclusivos se conceden a un canal de cable para maximizar los índices de audiencia, I Love Lucy se ha emitido sistemáticamente en varios canales de forma simultánea. Hallmark Channel es ahora el hogar de I Love Lucy en Estados Unidos, ya que el programa se trasladó a la cadena el 2 de enero de 2009, mientras que la versión nacional de la red de subcanales digitales MeTV de Weigel Broadcasting ha emitido el programa desde su debut el 15 de diciembre de 2010, dependiendo del mercado (en los mercados en los que otra cadena tiene los derechos, se sustituye por The Lucy Show). El programa se ve en Fox Classics en Australia.

## Legado, aclamación de la crítica y otros honores
En 1989, el episodio piloto nunca visto fue descubierto y revelado en un especial de televisión de la CBS, presentado por Lucie Arnaz, convirtiéndose en el programa de mayor audiencia de la temporada.
En 2012, Emily VanDerWerff de The A.V. Club escribió retrospectivamente:
I Love Lucy [...] es uno de los dos textos fundacionales de la comedia televisiva estadounidense, junto con The Honeymooners. La serie es legítimamente la más influyente de la historia de la televisión, fue pionera en tantas innovaciones y normalizó tantas otras que sería fácil escribir una apreciación de simplemente, digamos, la invención accidental del programa de la repetición televisiva.
I Love Lucy sigue siendo muy apreciada por los críticos de televisión y su popularidad es permanente. Fue uno de los primeros programas estadounidenses vistos en la televisión británica, que se hizo más abierta al comercio con el lanzamiento en septiembre de 1955 de ITV, una cadena comercial que emitía la serie; en 1982, el lanzamiento de una segunda cadena de televisión terrestre dedicada a la emisión financiada por publicidad (Channel 4) vio cómo el programa se presentaba a una nueva generación de fans en el Reino Unido, con la cadena Channel 4 repitiendo el programa varias veces entre 1983 y 1994. En enero de 2015, mientras tanto, sigue siendo el programa de mayor duración que se emite ininterrumpidamente en el área de Los Ángeles, casi 60 años después de que finalizara su producción. Sin embargo, la serie se emite actualmente en KTTV los fines de semana y ahora en KCOP los días laborables porque ambas emisoras son un duopolio. KTTV fue la emisora original afiliada a la CBS en Los Ángeles hasta 1951, justo antes de que I Love Lucy se estrenara en KNXT Canal 2 (ahora KCBS-TV) cuando la CBS compró esa emisora ese mismo año. En EE. UU., las reposiciones se han emitido a escala nacional en TBS (años 80-1990), Nick at Nite (1994-2001) y TV Land (2001-2008), además de en canales locales. TV Land puso fin a la emisión de la serie ofreciendo a los espectadores la oportunidad de votar los 25 mejores episodios el 31 de diciembre de 2008, a través de la página web de la cadena.  A diferencia de otros programas cuyos derechos exclusivos se conceden a un canal de cable para maximizar los índices de audiencia, I Love Lucy se ha emitido sistemáticamente en varios canales a la vez. El Hallmark Channel es ahora el hogar de I Love Lucy en Estados Unidos, ya que el programa se trasladó a la cadena el 2 de enero de 2009, mientras que la versión nacional de Weigel Broadcasting MeTV de Weigel Broadcasting MeTV subcanal digital ha emitido el programa desde el 1 de enero de 2009. subcanal digital de Weigel Broadcasting ha emitido el programa desde su debut el 15 de diciembre de 2010, dependiendo del mercado (en los mercados en los que otra cadena tiene los derechos, se sustituye por The Lucy Show). El programa se ve en Fox Classics en Australia.
Además de los premios Primetime Emmy y las nominaciones, entre los numerosos galardones de I Love Lucy se incluyen los siguientes:
- El Lucille Ball-Desi Arnaz Center de Jamestown, Nueva York es un museo en memoria de Lucy y I Love Lucy, que incluye réplicas del decorado del apartamento de Nueva York (situado en las instalaciones de Desilu Playhouse en el Rapaport Center).[9]
- En 1990, I Love Lucy se convirtió en el primer programa de televisión en entrar en el Television Hall of Fame.[10]
- En 1997, los episodios "Lucy hace un anuncio de televisión" y "Lucy's Italian Movie" ocuparon respectivamente los puestos n.º 2 y n.º 18 en la lista de los 100 mejores episodios de todos los tiempos de TV Guide.[11]
- En 1999, Entertainment Weekly clasificó el nacimiento del pequeño Ricky como el quinto mejor momento de la historia de la televisión.[12]
- En 2002, TV Guide situó a I Love Lucy en el número 2 de su lista de los 50 mejores programas, por detrás de Seinfeld y por delante de The Honeymooners'[13] (Según el columnista de TV Guide Matt Roush, hubo un "apasionado" debate interno sobre si I Love Lucy debería haber sido la primera en lugar de Seinfeld. Afirmó que ésta fue la principal fuente de controversia a la hora de confeccionar la lista.[14])
- En 2007, la revista Time incluyó el programa en su lista de los 100 mejores programas de televisión.[15]
- En 2012, I Love Lucy fue clasificada como la Mejor Comedia de TV y el Mejor Programa de TV en Best in TV: The Greatest TV Shows of Our Time.[16]
- En 2013, TV Guide clasificó I Love Lucy como el tercer mejor programa de todos los tiempos.[17]
- En 2015, una encuesta de 2.800 actores, productores, directores y otras personas de la industria realizada por The Hollywood Reporter' nombró a I Love Lucy como su programa favorito #8.[18]
- En 2023, Variety eligió I Love Lucy como el mejor programa de televisión de todos los tiempos.[19]